# Xanthia aurago
Xanthia aurago là một loài bướm đêm trong họ Noctuidae.

## Hình ảnh

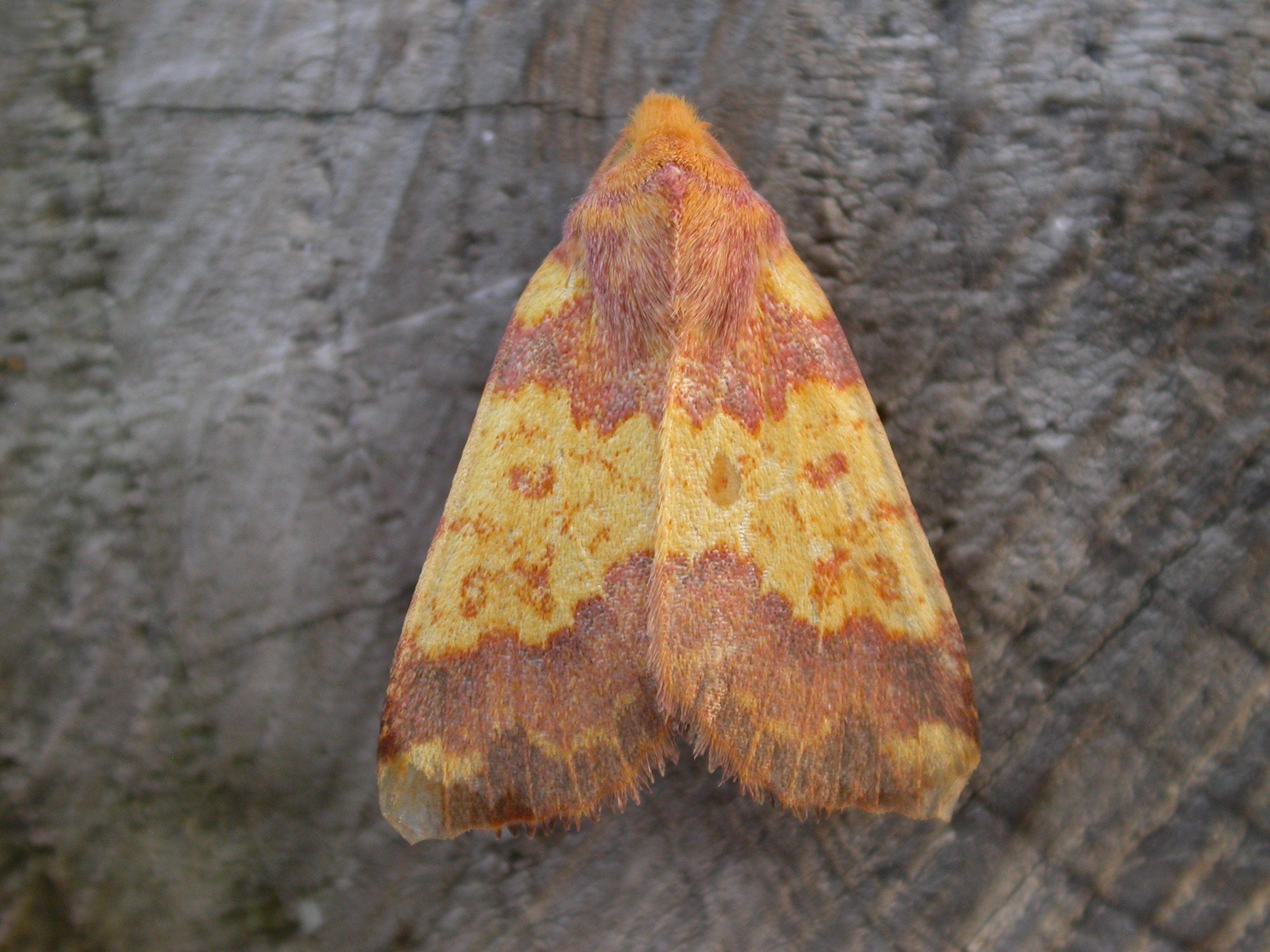